# ویولن (فیلم ۲۰۱۱)
«ویولن» (انگلیسی: Violin (film)) فیلمی در ژانر موزیکال و رمانتیک است که در سال ۲۰۱۱ منتشر شد.